# Emil Memmen
Emil Heinrich Memmen (* 8. Oktober 1905 in Adelstedt; † 1. Mai 1998 in Bremerhaven) war ein deutscher Kapitän und Regierungsdirektor.

## Leben und Wirken
1921 trat er in die Seeschifffahrt ein und segelte mehrfach um Kap Horn. Im Jahre 1929 erwarb er das Kapitänspatent mit Auszeichnung. Im Zweiten Weltkrieg war er 1939 zunächst Schiffsoffizier auf dem Dampfer Crefeld, der auf dem Rückweg von einer Ostasienreise mit einer Ladung Sojabohnen im italienischen Hafen Massaua in Ostafrika Schutz suchte. Bereits vor der Selbstversenkung der Crefeld am 4. April 1941 wurde Memmen als Erster Offizier Anfang 1941 auf die Coburg kommandiert, deren Versuch, von Massaua auszubrechen, am 4. März 1941 ebenfalls mit Selbstversenkung im Indischen Ozean endete. Memmen wurde über Mauritius nach Südafrika transportiert und dort im Lager Baviaanspoort interniert. 1947 kehrte er nach Deutschland zurück und begann als Schauermann im Hafen zu arbeiten. 1949 wurde Memmen dann Hafenkapitän in Brake (Unterweser) und Sub-Direktor der Weserhafenbehörde. Nach weiteren Reisen als Kapitän für den Norddeutschen Lloyd wurde Memmen 1961 als Leiter der nautischen Abteilung in das Deutsche Hydrographische Institut berufen. Dort schied er 1970 als Regierungsdirektor aus dem Dienst aus.
Memmen war etliche Jahre Vorsitzender der Deutschen Seemannsmission, zunächst in Brake, dann 1975–1981 in Hamburg. Zudem war er Hauptgeschäftsführer des Deutschen Nautischen Vereins.
Von 1975 bis 1990 war Memmen Präsident der Deutschen Sektion der Cap Horniers, seitdem ihr Ehrenpräsident. Im April 1984 überreichte Memmen dem damaligen Bundespräsidenten Karl Carstens die Medaille der Cap Horniers.
Gemeinsam mit Egbert Thomer war Memmen im Redaktionsbeirat von Köhlers Flottenkalender 1991.
1979 erhielt Memmen das Bundesverdienstkreuz.

## Schriften
- Offshore-Bohrungen in der Nordsee: In: Hansa. 102 (Nr. 15), 1481–1484, 1965
- Schiffswege zu den Haupthäfen Nordeuropas: In: Öl-Zeitschrift für die Mineralölwirtschaft. (1970), 5. Jahrgang, 1967
- Schiffswege durch die Arktis: In: Hansa. (1970), Nr. 6, S. 405/09 und 469/70

## Dokumentarfilm
- Eberhard Fechner: La Paloma, 1988. Memmen ist einer von elf porträtierten Seeleuten